# سامانثا روز
سامانثا روز (بالإنجليزية: Samantha Rose)‏ هي مغنية بريطانية، ولدت في 1954.